# Онищенко В'ячеслав Васильович
Онищенко В'ячеслав Васильович  (народ. 26 квітня 1951 р.) — радянський і український кінооператор-постановник.

## Біографія
Закінчив Київський державний інститут театрального мистецтва ім. І. Карпенка-Карого (1980).
Працює на Київській кіностудії ім. О. П. Довженка.

## Фільмографія
- «Така пізня, така тепла осінь» (1981, асистент оператора у співавт.)
- «Одиниця „з обманом“» (1984, 2-й оператор у співавт. з Г. Красноусом)

Зняв фільми: 
- «Прелюдія долі» (1984, у співавт. з С. Лисецьким)
- «Десь гримить війна» (1986, у співавт. з Ю. Гармашем)
- «Поки є час» (1987, у співавт. з В. Політовим)
- «Меланхолійний вальс» (1990, у співавт. з )
- «Я той, хто є…» (1990)
- «Для домашнього огнища» (1992, т/ф, у співавт. з Є. Каліним) та ін.